# Inchiziția spaniolă
Inchiziția spaniolă a fost fondată în 1478 de regii catolici Ferdinand și Isabela pentru a menține corectitudinea credinței catolice în regatele lor și s-a situat sub controlul direct al monarhiei spaniole. Nu a fost abolită definitiv decât în 1834, în timpul domniei reginei Isabela a II-a.

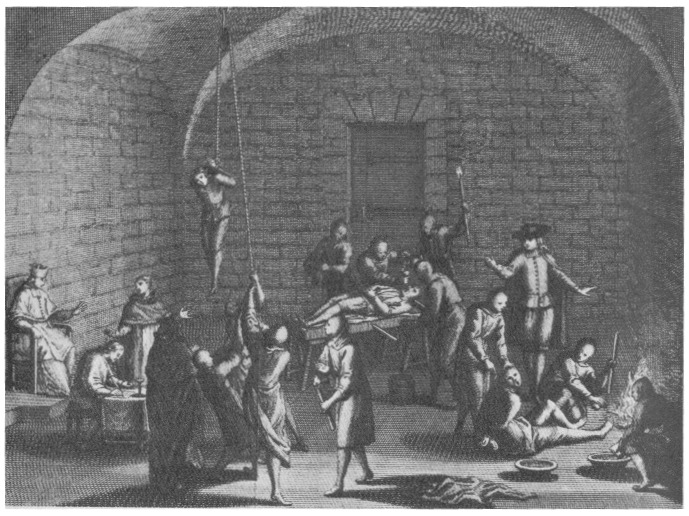
Camera de tortură a inchiziției. Mémoires Historiques (1716)

Inchiziția, ca tribunal ecleziastic, avea jurisdicție numai asupra creștinilor botezați. Însă, de când evreii (în 1492) și maurii musulmani (în 1502) au fost expulzați din Spania, jurisdicția Inchiziției de-a lungul unei perioade lungi a istoriei sale s-a extins practic asupra tuturor supușilor coroanei. Inchiziția avea în mare parte scopul de a asigura ortodoxia celor recent convertiți, cunoscuți ca conversos sau marranos.

## Origini

### Precedente
Instituția inchizitorială nu este o creație spaniolă. A fost creată prin intermediul bulei papale Ad abolendam, emisă la sfârșitul secolului al XII-lea, de papa Lucio II ca un instrument de combatere a ereziilor din sudul Franței. Au existat tribunale ale Inchiziției pontificale în mai multe regate creștine, de-a lungul Evului Mediu.
În Castilia nu a existat niciodată un tribunal inchizitorial. Responsabilii cu supravegherea și pedepsirea delictelor care țineau de credință erau anumiți preoți, prin intermediul Inchiziției Episcopale. Totuși, în timpul Evului Mediu în Castilia s-a acordat foarte puțină atenție ereziilor.

### Context
Mare parte a Peninsulei Iberice fuseseră sub dominație arabă, iar regiunile din sud, în special teritoriile vechiului Regat de Granada, aveau o importantă populație musulmană. Până în 1492, Granada a rămas sub dominație arabă. Marile orașe, în special Sevilia și Valladolid, în Castilia și Barcelona în Regatul Aragonului, aveau populații importante de evrei.
În timpul Evului Mediu, conviețuirea era relativ pașnică, chiar dacă nu lipseau incidentele-între creștini, evrei și musulmani, în regatele din peninsulă. Evreii ocupau multe posturi importante, atât religioase cât și politice. Castilla avea chiar și un rabin neoficial, un evreu practicant.
Cu toate acestea , la finele secolului al XIV-lea a luat amploare în unele locuri din Spania un val de antisemitism, însuflețită de predicile lui Ferrant Martinez, arhidiacon de Écija. Au fost cumplit de sângeroase așa numitele "pogrom" din iunie 1391: în Sevilia au fost asasinați sute de evrei și sinagoga a fost distrusă complet; și în alte orașe, cum ar fi Cordoba, Valencia sau Barcelona, numărul victimelor a fost ridicat, de asemenea .
Una din consecințele acestor tulburări a fost conversiunea masivă de evrei. Înainte de această dată, conversiunile erau rare și nu aveau relevanță socială. Din secolul al XV-lea se poate vorbi despre evreoconversiuni, denumiți "noii creștini", ca și un grup nou social, văzut cu reținere atât de evrei, precum și de creștini. Convertindu-se, evreii nu doar scăpau de eventualele persecuții, dar reușeau să ajungă în numeroase funcții și posturi care le erau interzise de normele noii societăți, care aplica severe restricții evreilor. Au fost mulți convertiții care au ajuns într-o importantă poziție în Spania secolului al XV-lea. Convertiții erau, între mulți alții, medicii Andres Laguna și Francisco Lopez Villalobos, medic de la curtea regelui Ferdinand Catolicul; scriitorii Juan del Enzina, Juan de Mena, Diego de Valera și Alfonso de Palencia și bancherii Luis de Santangel și Gabriel Sanchez, care au finanțat călătoria lui Cristofor Columb. Convertiții - nu fără proteste - au ajuns să balanseze, de asemenea, posturi importante în ierarhia ecleziastică, convertindu-se uneori în severi defăimători ai iudaismului. Și chiar unii au fost înnobilați și în secolul al XVI-lea diferiți episcopi voiau să demonstreze că aproape toți nobilii spanioli aveau ascendența evreiască. Răscoala lui Pedro Sarmiento (Toledo, 1449) a avut ca principal element mobilizator resentimentele creștinilor vechi asupra noilor creștini, subliniind în "statuturile de curățare a sângelui" ca s-au extins prin multitudinea de instituții, interzicându-le accesul lor .

### Cauze
Nu există o unanimitate despre motivele pentru care Regii Catolici au decis să introducă în Spania mașinăria inchizitorială. Investigatorii au prezentat diferite posibile motive:
- Stabilirea unei unități religioase. Pornind de la faptul că obiectivul Regilor Catolici era crearea unei mașinării statale eficiente , una din prioritățile lor era obținerea unității religioase . În plus Inchiziția permitea monarhiei sa intervină activ în problemele religioase, fără intermedierea Papei.
- Slăbirea opoziției politice locale a Regilor Catolici. Cu siguranță mulți din cei care au negat implantarea Inchiziției în cadrul Coroanei de Aragon au făcut-o invocând drepturi speciale proprii.
- Terminarea puternicii minorități evreoconvertită. În Regatul Aragonului au fost judecați membri ai familiilor influente, cum ar fi Santa Fe, Santangel, Caballeria și Sanchez. Asta contrazice, fără doar și poate, faptul că Ferdinand a continuat să se bizuie în administrația sa pe numeroși convertiți.
- Finanțarea economică. Pornind de la faptul că una din măsurile care se luau contra judecaților era confiscarea bunurilor lor, nu se poate elimina nici această posibilitate .

### Inchiziția și expulzarea evreilor
Chiar dacă evreii continuau să practice religia lor nu a fost cauză de persecuție din partea Sfântului Oficiu, nu avea încredere în ei pentru că se credea că incitau convertiții să se iudaizeze: în procesul “Santo Niño de la Guardia” ( Sfântul Copil Gardian ), în 1491 au fost condamnați la ardere pe rug doi evrei și șase convertiți pentru presupusul ritual criminal cu caracter blasfemic .
În 31 martie 1492, la doar 3 luni după cucerirea regatului de Granada, Regii Catolici au promulgat Decretul de la Alhambra despre expulzarea evreilor din toate regatele lor. Se dădea vasalilor evrei termen pana la 31 iulie din același an să aleagă între a accepta botezul sau a abandona definitiv țara, chiar dacă li se permitea să își ia toate bunurile și proprietățile, atâta timp cât nu erau aur, argint și bani. Motivul dat pentru a justifica această măsură în preambulul decretului era «recidiva» multor convertiți datorată anturajului apropiat de evrei neconvertiți care îi seduceau și păstrau între ei cunoașterea și practica iudaismului.
O delegație de evrei, condusă de Isaac Abravanel, a oferit o extraordinară compensație economică Regilor în schimbul revocării acestui decret . Conform celor ce se povestesc, Regii au refuzat oferta din cauza presiunilor inchizitorului general, care a dat năvală în sală și a azvârlit pe masă treizeci de monede de argint, întrebând care ar fi de această dată prețul pentru care Isus va fi vândut evreilor. La marginea adevărului de această anecdotă, se pare că ideea expulzării a pornit de la Inchiziție.
Nu se cunosc cifrele privind câți evrei au ieșit din Spania , nici măcar cu aproximație . Istoricii epocii dădeau cifre inexacte (Juan de Mariana vorbea de 800.000 de persoane, iar Isaac Abravanel de 300.000). Și totuși, estimările actuale reduc semnificativ aceste cifre (Henry Kamen estima că , dintr-o populație aproximată la 80.000 de evrei , aproximativ jumătate - 40.000 - au optat pentru emigrare). Evreii spanioli au emigrat în principal în Portugalia (de unde se întorceau, fiind expulzați în 1497) și în Maroc. Mai târziu, “sefardí”, descendenții evreilor spanioli, înființau înfloritoare comunități în multe orașe din Europa cum ar fi: Amsterdam, în Africa de Nord și, mai ales, în Imperiul Otoman.
Cei care au rămas, au îngroșat grupul convertiților care erau obiectivul preferat al Inchiziției. Dat fiind că orice evreu care rămânea în regatele Spaniei a fost botezat, dacă continua să practice religia evreiască, era susceptibil să fie denunțat. În fapt, în termenul de 3 luni s-au produs numeroase conversiuni - aproape 40.000, și dacă se acceptă cifrele lui Kamen, se poate presupune logic că o mare parte dintre acestea nu erau sincere, ci doar se supuneau necesității de a evita decretul de expulzare.
Perioada cu cea mai intensă persecuție a evreilor convertiți a durat până în 1530; din 1531 până în 1560 procentajul de cazuri evreoconvertiți în procesele inchizitoriale a scăzut semnificativ, până la a ajunge a fi doar 3% din total. A avut loc o renaștere a persecuțiilor când s-a descoperit un grup iudaic, în 1588, în Quintanar de la Orden, Toledo, și în ultimul deceniu al secolului al XVI-lea au crescut denunțurile. La începuturile secolului al XVII-lea au început să se reîntoarcă în Spania unii dintre evreii convertiți care se instalaseră în Portugalia, fugind de persecuțiile pe care Inchiziția portugheză, fondată în 1532, le realiza în țara vecină. Asta însemnând o rapidă creștere a proceselor intentate evreilor, victime fiind cei care fuseseră diferiți prestigioși financiari. În 1691, în diferite demonstrații de "credință", au fost arși în Mallorca 36 "chueta" și evreoconvertiți maiorchinezi.
De-a lungul secolului al XVIII-lea se reduce semnificativ numărul de evreoconvertiți acuzați de Inchiziție. Ultimul proces intentat unui evreu care practica iudaismul a fost cel al lui Manuel Santiago Vivar, care a avut loc în Cordoba în 1818 .